# Российская инженерная академия
Российская инженерная акаде́мия (сокр. РИА) — общественная академия наук, осуществляющая научную деятельность в области прикладных научных исследований по проблемам ключевых отраслей науки и техники, включая авиацию, космонавтику, оборону, водное хозяйство и гидротехнику, геологию, добычу и переработку полезных ископаемых, транспорт, биотехнологии, механику, экологию, ресурсосбережение, информатику, радиоэлектронику, коммуникации, машиностроение, металлургию, нефтегазовые технологии, строительство, легкую промышленность и другие отрасли и технологии.
Академия объединяет российских и зарубежных ученых, инженеров, научно-исследовательские учреждения, высшие учебные заведения и производственные предприятия. В 2014 году в состав Российской инженерной академии входило 1488 действительных членов и членов-корреспондентов, 700 коллективных членов, около 40 региональных отделений и 7 научных центров. Будучи межотраслевой общественной организацией, Российская инженерная академия координирует прикладные исследования, направленные на реализацию достижений фундаментальной науки, разработку новых технологий и образцов техники, а также совместно с инженерными образовательными учреждениями России занимается вопросами подготовки, поддержания и повышения квалификации инженерных кадров. В этой деятельности Российская инженерная академия тесно сотрудничает с Российской академией наук, обеспечивая взаимодействие фундаментальной и прикладной науки.
Российская инженерная академия является правопреемницей Инженерной академии СССР. По организационно-правовой форме РИА является самоуправляемой общественной организацией.

## История

### 1765—1916 годы

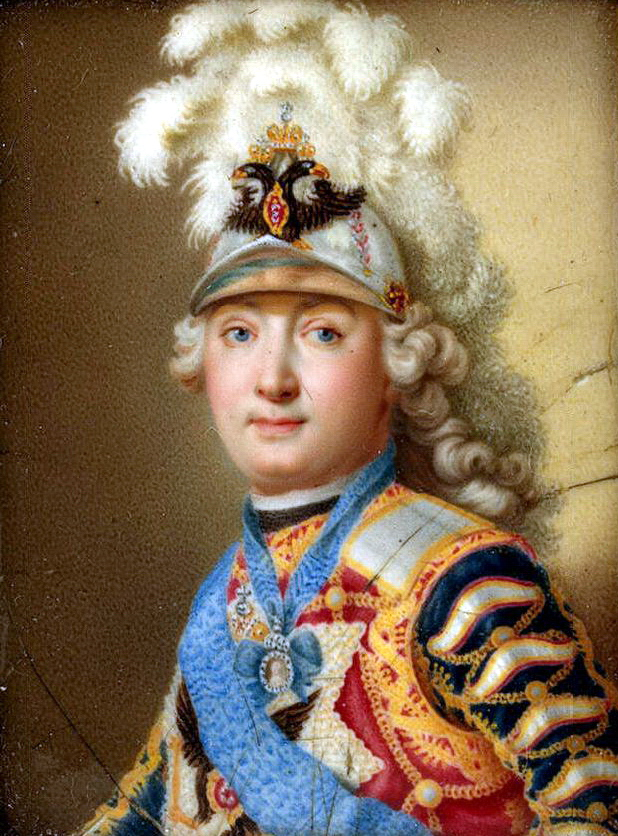
Граф Г. Г. Орлов, первый президент Вольного экономического общества

Первым научным обществом в России, которое охватывало отдельные инженерные дисциплины было созданное в 1765 году Вольное экономическое общество, в состав которого входило отделение сельскохозяйственных технических производств и земледельческой механики. Одной из инженерных дисциплин созданного в 1805 году Московского общества испытателей природы была геология. По инициативе ряда российских ученых, инженеров-строителей, архитекторов, горных инженеров, военных специалистов и промышленников в Санкт-Петербурге в 1866 году было учреждено Русское техническое общество, которое перед началом Февральской революции 1917 года насчитывало 33 отделения в различных городах Российской империи, издавало более двух десятков журналов, имело химическую лабораторию, музей технических производств и более 50 общеобразовательных и специальных училищ.

### 1917—1929 годы
В марте 1917 года в Петрограде был создан Всероссийский союз инженеров (ВСИ). В январе 1918 года ВСИ выступил с резкой критикой отсутствия у новых российских властей реальной экономической программы, которая с точки зрения инженерного сообщества вела к развалу производства и анархии.
Сформулированная ВЦСПС политика в отношении профессиональных организаций инженерно-технической интеллигенции предусматривала осуществление деятельности ВСИ и подобных организаций исключительно в рамках инженерных секций профессиональных союзов. Под предлогом недопустимости существование независимого от профсоюзов профессионального объединения инженеров, пленум ВЦСПС 27 декабря 1918 года потребовал от Всероссийского союза инженеров внести изменения в свой устав. Весной 1919 года ВЦСПС приступил к реализации своего видения инженерных обществ. При отраслевых профсоюзах стали создаваться инженерные секции, для управления которыми в 1921 году был создан инженерный центр при президиуме ВЦСПС. Основными задачами инженерного центра были содействие организации секций инженеров и координирование их деятельности, а также подготовка к проведению всероссийских съездов инженеров. Деятельность традиционных научных инженерных обществ и появление инженерных объединений при профсоюзах нашли отражение в новой государственной политике, закрепленной постановлением Совнаркома «О мерах к поднятию уровня инженерно-технических знаний в стране и к улучшению условий жизни инженерно-технических работников РСФСР». Принятое 25 августа 1921 года постановление поощряло создание как независимых научно-технических обществ, так и инженерно-технических объединений внутри профсоюзов. Уполномоченным органом по регистрации уставов научно-технических обществ назначалось Главное управление научными, научно-художественными и музейными учреждениями Народного комиссариата просвещения РСФСР. После внесения в устав ВСИ изменений и переименования во Всероссийскую ассоциацию инженеров (ВАИ), ассоциация была зарегистрирована органами юстиции и утверждена Советом народных комиссаров в качестве научной организации в феврале 1922 года.
Несмотря на одобренную правительством страны политику, допускающую параллельное существование и развитие независимых и профсоюзных инженерных организаций, попытки профсоюзных лидеров подчинить независимые объединения инженеров продолжались. Так, рядом профсоюзных деятелей было выдвинуто предложение о слиянии инженерных секций с ВАИ. Однако выступивший на Всероссийском съезде инженеров в декабре 1922 года председатель ВЦСПС М. П. Томский эту идею не поддержал, заявив, что Всероссийская ассоциация инженеров является не профсоюзной, а научно-технической организацией. На съезде было принято решение о переименовании Всероссийской ассоциаций инженеров во Всесоюзную ассоциацию инженеров.
Достигнутое в начале 1920-х годов временное перемирие между инженерным сообществом и лидерами профсоюзного движения позволило Всесоюзной ассоциации инженеров сосредоточиться на выполнении своей основной функции — содействию развития науки и техники. В 1924 году в ВАИ действовало 18 специализированных секций и 39 отделений. Ассоциация координировала научно-техническую деятельностью, проводила совещания по промышленно-техническим вопросам, создавала специальные комиссии для решения конкретных научно-технических проблем, поддерживала научные контакты с зарубежными коллегами. Созданное при ассоциации бюро технической экспертизы и консультаций оказывало техническую помощь промышленным предприятиям. Продолжая традиции Русского технического общества, ВАИ рассматривала на своих заседаниях технические проблемы, возникавшие в разных отраслях народного хозяйства.
Однако деятельность ВАИ в качестве самостоятельного и крупнейшего в СССР инженерного научного общества продолжалась недолго. Обвинения во вредительстве и контрреволюционной деятельности, выдвинутые ряду крупных инженеров, и последовавшие за сфабрикованным «Шахтинским делом» расстрелы и преследования советских инженеров, создали для партийной, советской и профсоюзной элиты благоприятные условия для ликвидации независимых научных инженерных обществ в СССР. В апреле 1929 года IV Всесоюзный съезд инженеров и техников выступил от лица инженерного сообщества с предложением создания системы научно-технических обществ при профсоюзах. Съезд также обратился к правительству страны с предложением о ликвидации ВАИ. В 1929 году Всесоюзная ассоциация инженеров была упразднена, а её имущество и учреждения переданы в ведение Всесоюзного межсекционного бюро инженеров и техников ВЦСПС. Вместе с ВАИ также прекратили своё существование Русское техническое общество, Лесное общество, Русское оптическое общество и многие другие научные общества, ставшие жертвами проводимой в конце 1920-х годов масштабной «чистки» общественных организаций.

### 1930—1953 годы
В ноябре 1930 года президиум Всесоюзного межсекционного бюро инженеров и техников (ВМБИТ) ВЦСПС утвердил положение об основах организации научно-технических обществ при инженерно-технических секциях и весной 1930 года приступил к формированию системы научно-технических обществ (НТО) под контролем профсоюзов. Для координации деятельности вновь создаваемых НТО был учреждён Совет научно-технических обществ (СНТО)при ВМБИТ ВЦСПС. Председателем СНТО стал А. Н. Бах.
В 1931 году научно-технические общества, ранее действовавшие при инженерно-технических секциях профсоюзов, были преобразованы в самостоятельные научные инженерно-технические общества (НИТО). Предполагалось, что в качестве самостоятельных организаций они смогут более эффективно участвовать в повышении квалификации инженерно-технических работников, решать научно-технические проблемы, возникавшие в процессе индустриализации, а также заниматься научными исследованиями. Для координирования деятельности нито в 1932 году создан Всесоюзный совет научных инженерно-технических обществ (ВСНИТО) под председательством Г. М. Кржижановского. К концу 1932 года в стране действовало более 40 всесоюзных НИТО с общим числом членов свыше 50 тысяч человек в 256 республиканских, краевых и областных отделениях и 1505 первичных организациях НИТО в предприятиях, организациях и учреждениях. К концу 1938 года в результате слияния близких по профилю объединений, количество НИТО составило 26. В связи с вычленением инженерно-технических обществ из структуры профсоюзов, в 1939 году Всесоюзное межсекционное бюро инженеров и техников ВЦСПС было упразднено.
В период войны с Германией с 1941 по 1945 годы деятельность инженерно-технических обществ была ориентирована преимущественно на удовлетворение нужд обороны. К июню 1953 года количество всесоюзных НИТО увеличилось до 29.

### 1954—1979 годы
В 1954 году инженерно-технические общества были реорганизованы в отраслевые научно-технические общества (НТО), которые по своей правовой форме стали массовыми объединениями ученых, инженерно-технических работников и рабочих-новаторов. К началу 1955 года в стране действовало 21 научно-техническое общество. Руководство деятельностью НТО вновь было возложено на ВЦСПС, при котором в 1955 году был создан Всесоюзный совет научно-технических обществ (ВСНТО). В состав ВСНТО входили члены центральных правлений научно-технических обществ, работников профсоюзных органов и работников министерств и ведомств, являвшихся юридическими членами НТО. На местном уровне деятельностью НТО руководили областные правления, на республиканском — межотраслевые советы. Высшим органом системы НТО был всесоюзный съезд научно-технических обществ, проводившийся каждые пять лет. Все общества действовали по единому уставу, утверждённому президиумом ВЦСПС.
Научно-техническим обществам этого периода отводилась скорее роль органов содействия производству, чем научных организаций: общества были нацелены на поощрение «творческой инициативы членов общества в разработке вопросов новой техники, выявлении и использовании резервов промышленности, сельского хозяйства и транспорта», осуществление просветительской деятельности, обмен опытом, внедрение в производство передовой техники и достижений науки, повышение квалификации инженерно-технических работников и рабочих. Во многих промышленных предприятиях первичные организации НТО выполняли функции заводских производственно-технических советов. В 1973 году в НТО насчитывалось около 6 миллионов членов.

### 1980—1992 годы
Идея создания многоотраслевого инженерного научного общества в СССР стала предметом обсуждения деятелями советской науки в начале 1980-х годов. По словам академика АН СССР К. В. Фролова, создание такого научного общества позволило бы ликвидировать или в какой-то мере уменьшить разрыв между фундаментальной и прикладной наукой, образовавшийся в 1960-х годах после того, как из Академии наук СССР были выведены около 200 научно-исследовательских институтов технического профиля. Позднее часть этих институтов была возвращена Академии наук СССР, однако начавшийся в 1980-х процесс дезинтеграции советской экономики и системы управления привел к прекращению работы многих из них, включая ведущие отраслевые институты.
В феврале 1988 года на VII Всесоюзном съезде научно-технических обществ было принято решение об учреждении нового общественного объединения — Союза научных и инженерных обществ СССР (СНИО СССР). Появление в лице СНИО независимого от профсоюзов объединения научно-технических организаций однако не решало проблему отсутствия в инженерных науках связующего звена между фундаментальными и прикладными исследованиями. Понимая актуальность и важность создания единого научного органа, который мог бы консолидировать потенциал инженерного сообщества страны так же, как в своё время это делали Русское техническое общество и Всесоюзная ассоциация инженеров, представители научной и инженерной общественности начали подготовительную работу среди организаций СНИО СССР и крупнейших научно-исследовательских институтов. Результатом этих усилий стало создание 13 мая 1990 года Инженерной академии СССР. При этом Союз научных и инженерных обществ СССР выступил в роли одного из коллективных учредителей новой академии, а многие члены входивших в СНИО СССР организаций были избраны в состав Инженерной академии СССР.
У истоков организации новой академии стояли академики АН СССР И. А. Глебов, А. Ю. Ишлинский, Н. П. Лавёров, Г. И. Марчук, Г. А. Николаев, Б. Е. Патон А. И. Целиков, К. В. Фролов и другие видные советские ученые и инженеры — С. А. Абдраимов, В. Н. Анциферов, Ю. П. Баталин, В. М. Бондаренко, Б. В. Будзуляк, С. Н. Булгаков, А. И. Васильев, Ю. С. Васильев, Л. И. Волков, И. И. Ворович, У. А. Джолдасбеков, Б. Т. Жумагулов, В. К. Кабулов, В. Я. Карелин, И. П. Ксеневич, Г. Е. Лозино-Лозинский, А. Ф. Мехтиев, В. В. Панов, А. Н. Подгорный, И. В. Прангишвили, Б. С. Сажин, Ю. П. Самарин, А. Н. Семенов, А. И. Федотов, В. Ф. Филаретов, Ю. Е. Ходжамирян, Ю. А. Яшин. Организаторы вместе с представителями Союза научных и инженерных обществ провели ряд выездных заседаний, на которых разъяснялись цели и задачи создаваемой академии и обсуждался её устав. В результате таких поездок был образован коллектив из 250 выборщиков, представлявших различные отрасли инженерных наук. Выборщики избрали первых 25 членов академии, которые затем продолжили её формирование. Большую поддержку в дальнейшем процессе становления и организации работы Инженерной академии СССР оказали руководители Академии наук СССР, Государственного комитета СССР по науке и технологиям, Союза научных и инженерных обществ СССР и Научно-промышленного союза СССР.
К концу 1991 года в состав Инженерной академии СССР были избраны 338 действительных членов и членов-корреспондентов из 10 республик СССР. Академия осуществляла научно-методическое руководство более 100 научно-производственными объединениями, научно-исследовательскими институтами и конструкторскими бюро. Появились первые филиалы академии в Ленинграде, Томске, Самаре, Украине, Туркмении и других регионах.
После прекращения существования Советского Союза, на базе Инженерной академии СССР были сформированы национальные инженерные академии стран СНГ. В России Инженерная академия СССР была преобразована в Российскую инженерную академию (РИА), которая получила статус общероссийской общественной организации в результате регистрации Министерством юстиции РСФСР 24 декабря 1991 года. Спустя несколько месяцев, 10 февраля 1992 года, была учреждена Международная инженерная академия (МИА), в которую в качестве коллективных членов вошли ставшие независимыми друг от друга национальные инженерные академии стран-членов СНГ. Создание МИА и членство в ней Российской инженерной академии позволили сохранить и укрепить единое инженерное и технологическое пространство на территории бывшего СССР.

## Структура и органы управления
Президентом РИА с момента её основания является Б. В. Гусев, доктор технических наук, профессор, член-корреспондент Российской академии наук.
Почётные президенты
- Ишлинский, Александр Юльевич
- Патон, Борис Евгеньевич
- Фролов, Константин Васильевич

Совет старейшин
- Васильев, Юрий Сергеевич
- Глебов, Игорь Алексеевич
- Горынин, Игорь Васильевич
- Ковалёв, Николай Николаевич
- Колесников, Константин Сергеевич
- Котельников, Владимир Александрович
- Образцов, Иван Филиппович

## Членство
В Российской инженерной академии предусмотрены два вида членства — индивидуальное и коллективное.

### Индивидуальные члены
Первый состав Российской инженерной академии из 25 членов был избран в 1990 году коллективом из 250 выборщиков, который был сформирован из советских ученых и инженеров, представлявших различные отрасли инженерных наук в организациях Союза научных и инженерных обществ СССР и крупнейших проектных, проектно-конструкторских и научно-исследовательских институтах страны. В 2014 году академия насчитывала 1488 индивидуальных членов, среди которых видные ученые, инженеры и крупные организаторы производства из России и тридцати стран мира.
По признаку выборности, в РИА существует два класса званий для индивидуальных членов академии: выборные (включает членов-корреспондентов, действительных и иностранных членов) и присваиваемые, в число которых входит звание почётного члена Российской инженерной академии. Все звания присваиваются пожизненно.

#### Действительные члены, члены-корреспонденты и иностранные члены
В состав Российской инженерной академии принимаются лица с высшим образованием, признанные в инженерном сообществе специалистами в области технических, естественных и экономических наук, обогатившие науку и практику выдающимися научными трудами, инженерными разработками и открытиями.
Для российских ученых и инженеров, в РИА принята двухступенчатая система индивидуального членства: член-корреспондент и академик. Последний является действительным членом академии. Действительных членов и членов-корреспондентов Российской инженерной академии избирают на конкурсной основе на съезде или конференции академии. Право выдвижения кандидатов имеют секции и региональные структуры академии, индивидуальные и коллективные члены Российской инженерной академии, а также члены Международной инженерной академии. Выдвижение кандидатов от лица организаций-коллективных членов академии осуществляется учеными советами, научно-техническими советами или иными аналогичными органами организации.
Инженер, обогативший науку получившими признание достижениями или реализованными на практике крупными и высокоэффективными в научно-техническом и экономическом отношениях инженерными разработками может быть избран членом-корреспондентом академии. Действительным членом академии может быть избран член-корреспондент Российской инженерной академии, обогативший науку выдающимися достижениями или реализованными на практике инженерными разработками, имеющими высокую научно-техническую значимость, а также внесший большой личный вклад в организацию одной из отраслей промышленности, науки, техники и технологии. Иностранным членом РИА может быть избрано лицо, имеющее значительные достижения в развитии мировой науки, техники и образования; избрание иностранных членов осуществляется на конференциях Российской инженерной академии по квотам, утвержденным президиумом академии.
А. Ю. Ишлинский, академик АН СССР, председатель правления Союза научных и инженерных обществ СССР:

… Когда организовывалась Инженерная академия, мы думали над тем, нужно ли быть обязательно кандидатом наук или доктором, чтобы стать её членом. И решили, что не нужно. Ведь инженер создаёт своё творение в металле, а не в каких-то сочинениях, которые защищаются как диссертация.
По статистическим данным 1996 года, около 7 % членов РИА не имели учёной степени, что соответствует мировому опыту членства в инженерных академиях, в состав которых входят как теоретики науки, так и инженеры-практики.

#### Почётные члены
Помимо званий академика, члена-корреспондента и иностранного члена академии, в РИА также предусмотрено звание почётного члена Российской инженерной академии. Это звание присваивается за заслуги в деятельности, способствующей достижению целей Российской академии наук. Почётные члены могут участвовать в принятии коллективных решений академии с правом совещательного голоса, а также представлять академию на российских и международных форумах.

### Коллективные члены
Коллективное членство в Российской инженерной академии предусмотрено для юридических лиц. В отличие от индивидуальных членов — членов-корреспондентов, академиков, иностранных и почётных членов — коллективное членство в РИА является формой спонсорства, где коллективные члены обязаны уплачивать вступительные и членские взносы в размерах, установленных президиумом академии. Коллективным членом может стать любая организация, оказывающая содействие развитию науки и техники и которая имеет в штате сотрудников, занимающихся инженерной или научной деятельностью.
Среди коллективных членов РИА в 2014 году насчитывалось около 700 крупнейших российских предприятий, научно-исследовательских и высших учебных заведений, включая «КамАЗ», «АвтоВАЗ», «ГАЗ», «Уралмаш», ОАО «Газпром», ФГУП «Адмиралтейские верфи», Балтийский завод, ГМК «Норильский никель», Новолипецкий металлургический комбинат, «Ижсталь» (входит в «Мечел»), ОАО «Росвертол», АК «Алроса» и другие.

## Деятельность

### Цели академии
- объединение творческих возможностей учёных и инженеров страны;
- наращивание и эффективное использование интеллектуального потенциала в сфере инженерной деятельности;
- разработка и содействие в проведении наиболее важных и перспективных исследований и инновационных программ;
- создание и внедрение принципиально новых видов техники, технологий и материалов;
- способствование ускорению научно-технического прогресса на ключевых направлениях развития экономики России.

### Сотрудничество с научными организациями
Научно-исследовательская и экспериментально-производственная деятельность Российской инженерной академии переплетается с деятельностью российских государственных академий наук. В частности, результаты фундаментальных исследований, проводимых отделениями Российской академии наук, а также государственными научными, исследовательскими, научно-производственными и образовательными учреждениями, служат основой прикладных исследований и разработок РИА. Члены Российской академии наук и сотрудники государственных институтов и организации сотрудничают с подразделениями и организациями РИА в подготовке, анализе и принятии решений по определению приоритетных исследований и разработок в области технических, физических, химических, математических и биологических наук. Совместно разрабатываются концепции, программы и планы исследований на краткосрочную и долгосрочную перспективу в области энергетики, машиностроения, механики и процессов и систем управления.
РИА поддерживает связи с инженерными организациями Казахстана, Китая, Польши, Сербии, Скандинавии, США, Черногории и других иностранных государств. Академия обладает консультативным статусом в ЮНИДО, а также является экспертной организацией ЮНЕСКО по новым технологиям в Центральной и Восточной Европе.
В декабре 2020 года в Пекине был открыт Китайский центр Российской инженерной академии, церемония открытия прошла в рамках торжественного совместного заседания Президиума РИА и филиала Китайской инженерной академии.

### Издательская деятельность
Академия является учредителем 23 отраслевых и региональных журналов и газет.

#### Журналы
- «Авиационно-космическая техника и технология»
- «Вооружение. Политика. Конверсия»
- «Двойные технологии»
- «Деловая слава России»
- «Информационное общество»
- «Нанотехнологии в строительстве»
- «Стратегическая стабильность»
- «Строительные материалы, оборудование и технологии XXI века»
- «Химическое и нефтегазовое машиностроение»

#### Газеты
- «Индустрия : инженерная газета»[24]